# Cordulia
Cordulia je rod vážek z čeledi lesklicovitých. Česky je rod pojmenovaný lesklice, stejně jako rody Antipodochlora, Epitheca, Oxygastra a Somatochlora . Na celém světě existují 3 druhy tohoto rodu. V Česku se vyskytuje jen jeden druh, lesklice měděná.

## Seznam druhů
Seznam podle
- Cordulia aenea (Linnaeus, 1758) - lesklice měděná
- Cordulia amurensis Selys, 1887
- Cordulia shurtleffii Scudder, 1866